# Hyptia rugosa
Hyptia rugosa är en stekelart som först beskrevs av Cameron 1887.  Hyptia rugosa ingår i släktet Hyptia och familjen hungersteklar. Inga underarter finns listade i Catalogue of Life.